# Židé na Islandu

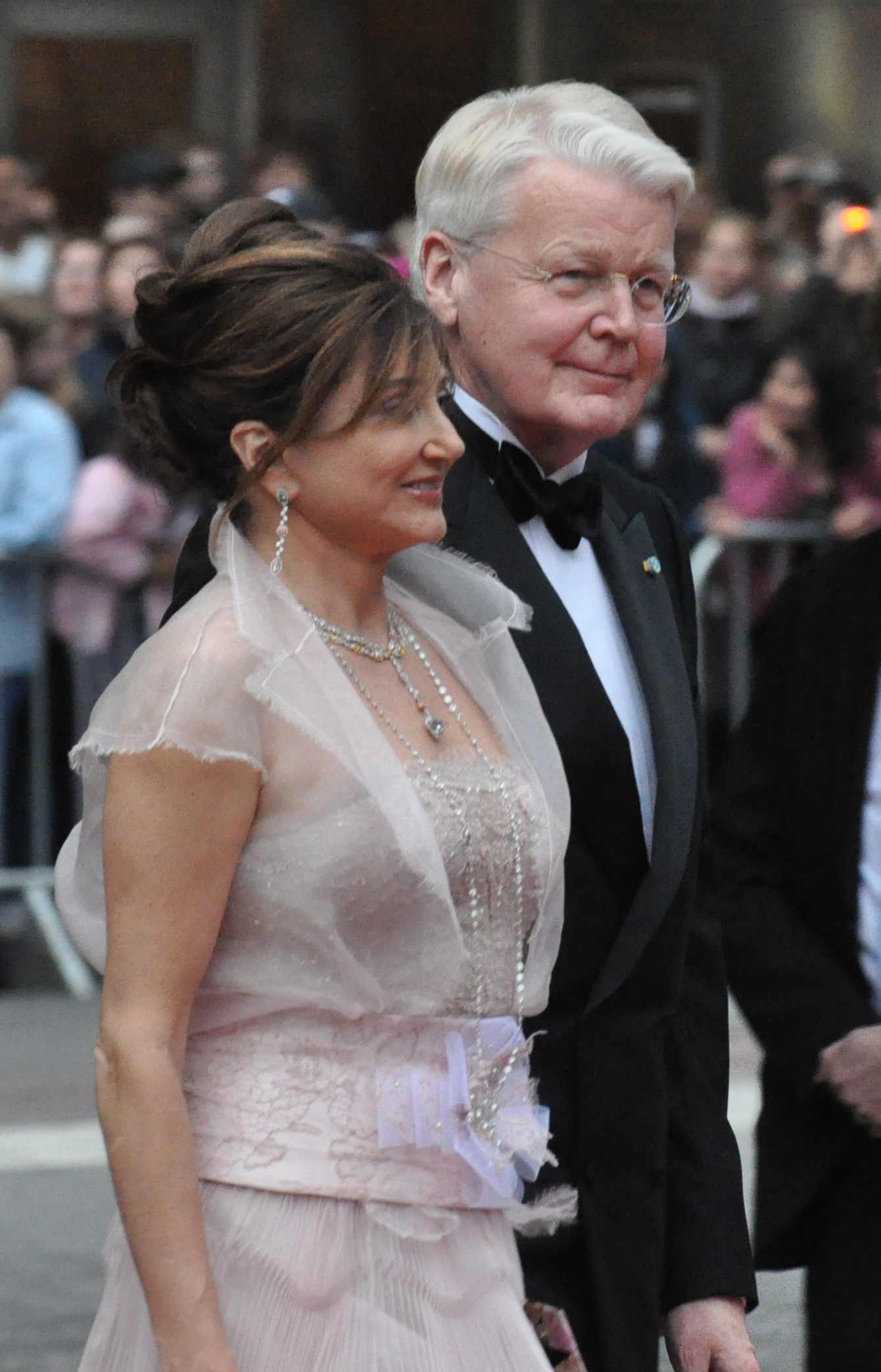
Islandský prezident s manželkou, která patří mezi nejznámější členy místní židovské komunity, přestože se ke svému původu veřejně nehlásí

Židovská komunita na Islandu je velmi malá, odhadem čítající asi 100 osob. Na počátku 21. století na ostrově není žádná synagoga ani rabín. Rovněž tak judaismus není státem oficiálně uznané náboženství (jelikož komunita si to tak přeje). Přesto je od roku 2006 první dámou tohoto ostrovního státu Dorrit Moussaieff, pocházející z bucharské židovské rodiny a sabra narozená v Jeruzalémě.

## Historie
První Židé, kteří na Island přišli, byli obchodníci (převážně z Dánska), přičemž jejich přítomnost se datuje od roku 1625. Počátkem 18. století měli židovští obchodníci na starosti veškerý export tabákových výrobků na Island a Faerské ostrovy. V roce 1815 na Island dorazila židovská obchodní loď Ulricha. V roce 1853 islandský parlament Althing odmítl požadavek dánského krále Frederika VII., aby Island přijal dánský zákon, podle něhož by se na ostrově mohli usazovat cizí Židé. O dva roky později parlament zákon přijal, není však známo, že by nějaký Žid této možnosti využil.
Koncem 30. let 20. století Island odmítl přijmout židovské uprchlíky utíkající před nacismem a většina místních Židů byla dokonce deportována. Vůči zbývajícím Židům byli Islanďané nepřátelští a společností vládl antisemitismus. V roce 1940 na Island dorazili britští vojáci, v jejichž řadách byli rovněž vojáci židovského vyznání. Do tohoto roku se datuje vznik první židovské obce a na Jom kipur téhož roku rovněž první nekřesťanská bohoslužba. Židovský život začal být více aktivní s příchodem amerických vojáků v letech 1941 až 1942. V roce 1941 rovněž dorazil rabín ze Spojených států a o tři roky později se na americké námořní základně v Keflavíku zúčastnilo oslav svátku Roš ha-šana na 500 Židů. Na konci druhé světové války bylo na základně asi 2000 židovských vojáků.
V listopadu 1947 byl Island jedním ze států, který podpořil Plán OSN na rozdělení Palestiny. Islandští Židé se po válce k židovství většinou nehlásili a přijali islandská příjmení (podle censu z roku 1945 se k judaismu hlásilo 9 osob). Místní židovskou komunitu tvoří povětšinou američtí, evropští a izraelští židovští emigranti a emigrantky, kteří se na Island přiženili či přivdaly za rodilého Islanďana či Islanďanku. Počet Židů žijících na Islandu fluktuoval do roku 2006, kdy byla uzavřena americká základna v Keflavíku. Navzdory tomu, že je islandská židovská komunita malá, je od roku 2006 první dámou, manželkou prezidenta Ólafura Ragnara Grímssona, tohoto ostrovního státu Židovka. Je jí Dorrit Moussaieff pocházející ze zámožné bucharské židovské rodiny, která se narodila v Jeruzalémě v Izraeli. Ke svému židovskému původu se nicméně veřejně nevyjadřuje a k židovské komunitě si udržuje odstup. Mezi Islanďany jí však je připisováno rozšiřování povědomí o judaismu v zemi.
V roce 2011 se na Island vypravil americký rabín z Chabadu, který pro místní židovskou komunitu uspořádal oslavu svátku Pesach. Na podzim téhož roku se vrátil, aby pro islandské židovstvo zajistil oslavu Vysokých svátků. Židé žijící na Islandu jsou většinou sekulární a žijí nebo pocházejí ze smíšených manželství. Mají nicméně snahu o to být v kontaktu se svým židovským dědictvím.
V židovské komunitě probíhají diskuse o podání žádosti, aby stát zařadil judaismus na seznam státem uznaných náboženství, ale k roku 2011 prozatím rozhodnutí nepadlo. Pokud by se tak stalo, mohla by komunita získat finanční prostředky od státu na vybudování synagogy, pořízení Tóry a další věci. Podmínkou však je, aby se členové komunity ke svému židovství oficiálně přihlásili, což je jedním z problémů.